# 243.ª Divisão de Infantaria (Alemanha)
A 243ª Divisão de Infantaria (em alemão:243. Infanterie-Division) foi uma unidade militar que serviu no Exército alemão durante a Segunda Guerra Mundial.

## Comandantes
| Comandante                          | Data                                         |
| ----------------------------------- | -------------------------------------------- |
| Generalmajor Hermann von Witzleben  | ? de agosto de 1943 - 10 de janeiro de 1944  |
| Generalleutnant Heinz Hellmich      | 10 de janeiro de 1944 - 17 de junho de 1944  |
| Generalmajor Bernhard Klosterkemper | 17 de junho de 1944 - 26 de setembro de 1944 |

## Oficiais de operações
| Hauptmann Dahman     | 1943                                         |
| Major Erhard Gemmrig | 1 de fevereiro de 1944-5 de setembro de 1944 |

## Área de operações
| Áustria | agosto de 1943 - outubro de 1943   |
| França  | outubro de 1943 - setembro de 1944 |